# Куліш Володимир Миколайович
Кулі́ш Володи́мир Микола́йович (*1917, Херсонщина — 2009) — український письменник. Псевдоніми — Степан Євин, Серафима Гусочка. Член АДУКу — Асоціації Діячів Української Культури. Син драматурга Миколи Куліша, чоловік письменниці Оксани Керч.

## Життєпис
Народився 1917 р. в Олешках на Херсонщині. Дитячі роки минали в Одесі, потім у Харкові. Батько був репресований у 1934, потім посмертно реабілітований. У роки війни емігрував спочатку до Австрії, потім Аргентини, мешкав у Буенос-Айресі.
У 1950-х рр. переїхав до Філадельфії (США).

## Творчість
Автор повісті «Пацани» (1967), п'єси «Ліс шумить» (1963), книги спогадів «Слово про будинок „Слово“» (1966).
Окремі видання:
- Куліш В. Закінчення передмови й початок розділу першого // Естафета. Збірник АДУК. — Нью-Йорк — Торонто, 1974. — С. 183—191.
- Куліш В. Науковий трактат про сни // Естафета. Збірник АДУК. — Нью-Йорк — Торонто, 1974. — Ч. 2 [Архівовано 19 грудня 2019 у Wayback Machine.]. — С. 195—197.
- Куліш В. Пацани. Повість. — Мюнхен: Шлях перемоги, 1967. — 319 с. [Архівовано 19 грудня 2019 у Wayback Machine.]
- Куліш В. Слово про будинок «Слово»: Спогади. — Торонто: Гомін України, 1966. — 68 с. [Архівовано 19 грудня 2019 у Wayback Machine.]